# Biografielijst Vr

## Vra

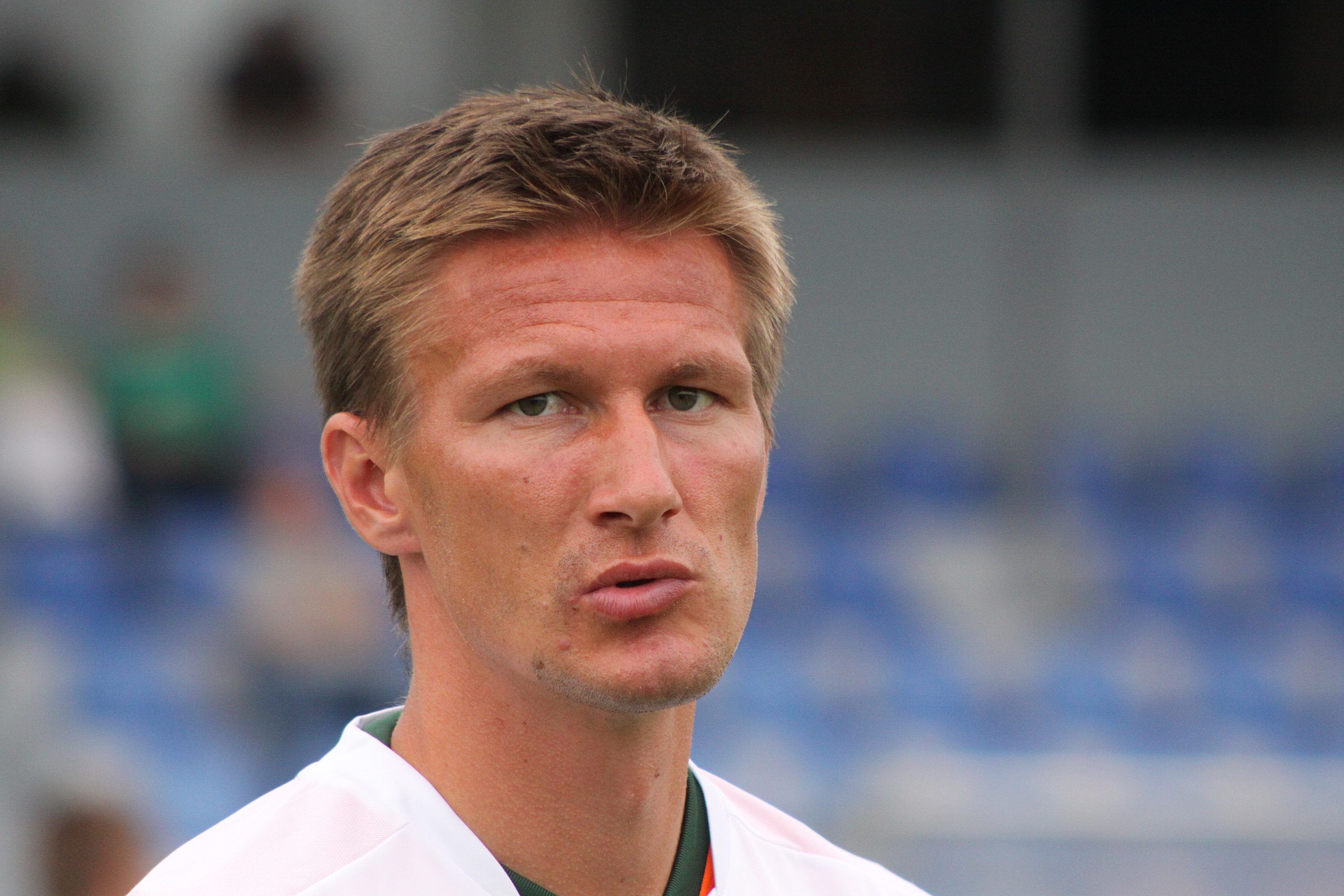
Jurica Vranješ

- Silvi Vrait (1951-2013), Estisch zangeres
- Mario Vrančić (1989), Duits-Bosnisch voetballer
- Wouter Vrancken (1979), Belgisch voetballer
- Rudi Vranckx (1959), Vlaams journalist
- Jurica Vranješ (1980), Kroatisch voetballer
- Andreas Vranken (1993), Belgisch atleet
- Desiree Vranken (1997), Nederlands paralympisch atlete
- Jan Vranken (1948-2025), Nederlands jurist
- Jan Vranken (1944) Belgisch socioloog
- Renée Vranken (1991), Nederlands atlete
- Stanko Vraz (1810-1851), Sloveens-Kroatisch dichter

## Vrd
- Ivica Vrdoljak (1983), Kroatisch voetballer

## Vre

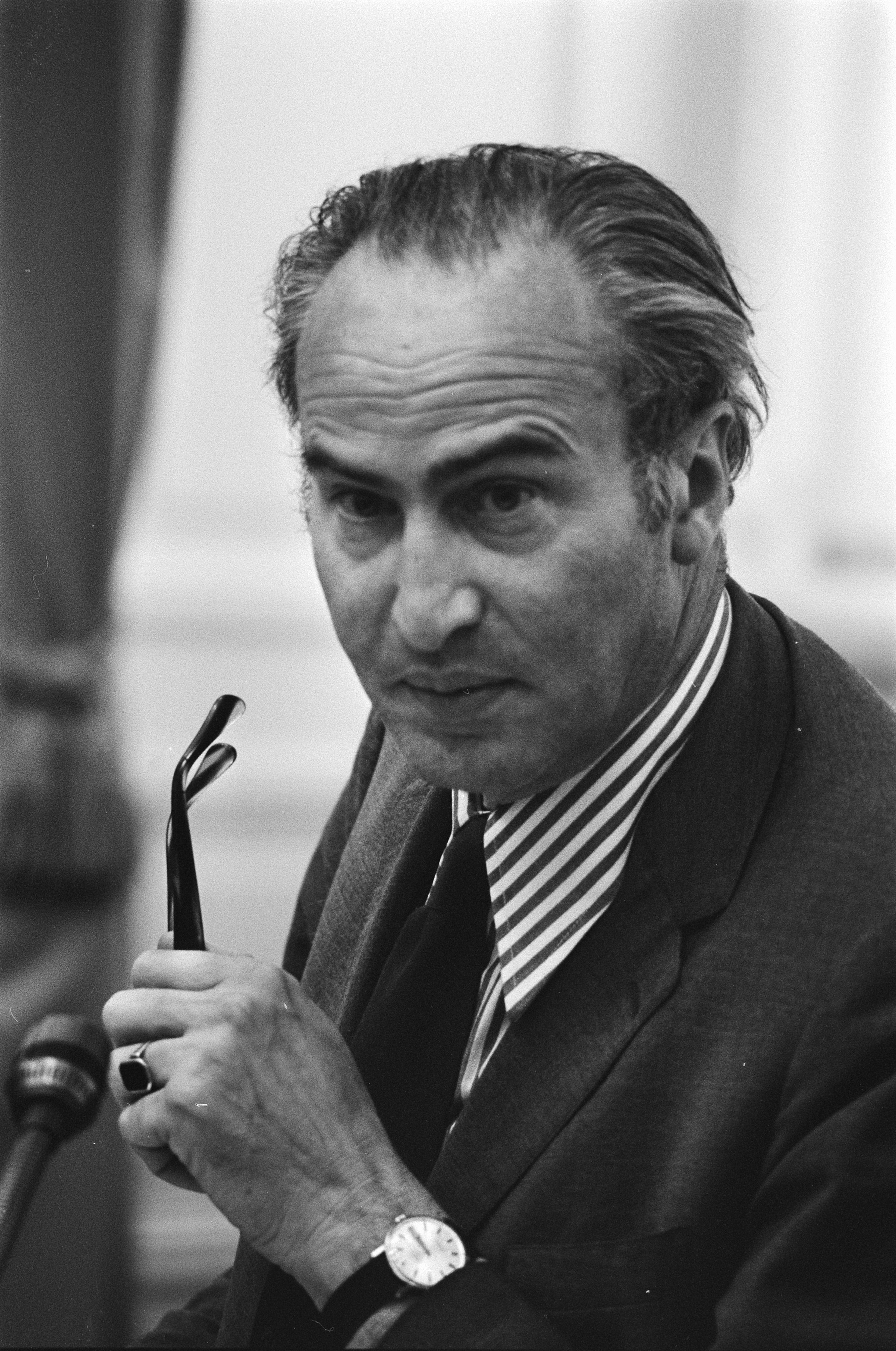
Henk Vredeling

- Julien Vrebos  (1947-2022) Belgisch filmregisseur en mediafiguur
- Henk Vredeling (1924-2007), Nederlands verzetsstrijder, landbouwkundige en politicus
- Hans Vredeman de Vries (ca.1527-ca.1607), Nederlands architect, kunstenaar en kunstschilder
- Franklin Vreden (1940), Surinaams politicus
- Jacob Vredenbregt (1926-2020), Nederlands-Indonesisch antropoloog
- Joël Vredenburg (1866-1943), Nederlands rabbijn
- Albert Cornelis Vreede (1840-1908), Nederlands hoogleraar
- Andrea Vreede (1962), Nederlands journaliste
- Dirk Vreede (1819-1886), Nederlandse politicus
- Yvonne de Vreede (1978), Nederlands atlete
- Henk Vreekamp (1943-2016), Nederlands theoloog en predikant
- Corry Vreeken (1928-2025), Nederlands schaakster
- Gerrit Vreeken (1923-2013), Nederlands voetballer
- Diana Vreeland (1903-1989), Amerikaans modejournalist
- Shannon Vreeland (1991), Amerikaans zwemster
- Ruud Vreeman (1947), Nederlands politicus en vakbondsbestuurder
- Cornelis Vreeswijk (1937-1987), Nederlands-Zweeds zanger
- Jack Vreeswijk (1964-2023), Zweeds zanger, zoon van Cornelis Vreeswijk
- Wim de Vreng (1930-1980), Nederlands zwemmer
- Cees de Vreugd (1952-1998), Nederlands powerlifter
- Theresia Vreugdenhil (1929-2012), Nederlands couturière en modeontwerpster
- Erik van Vreumingen (1978), Nederlands atleet

## Vri

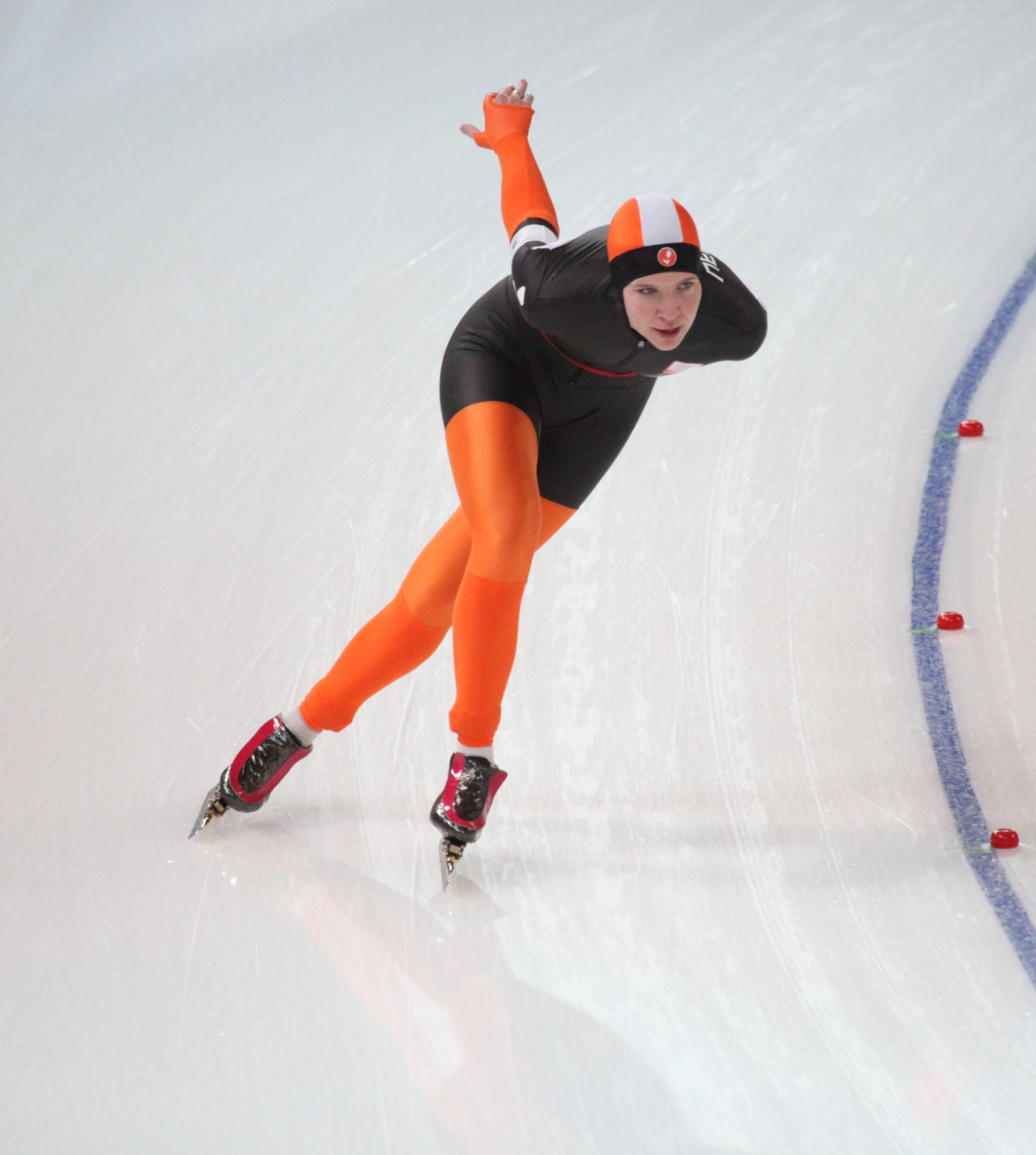
Elma de Vries

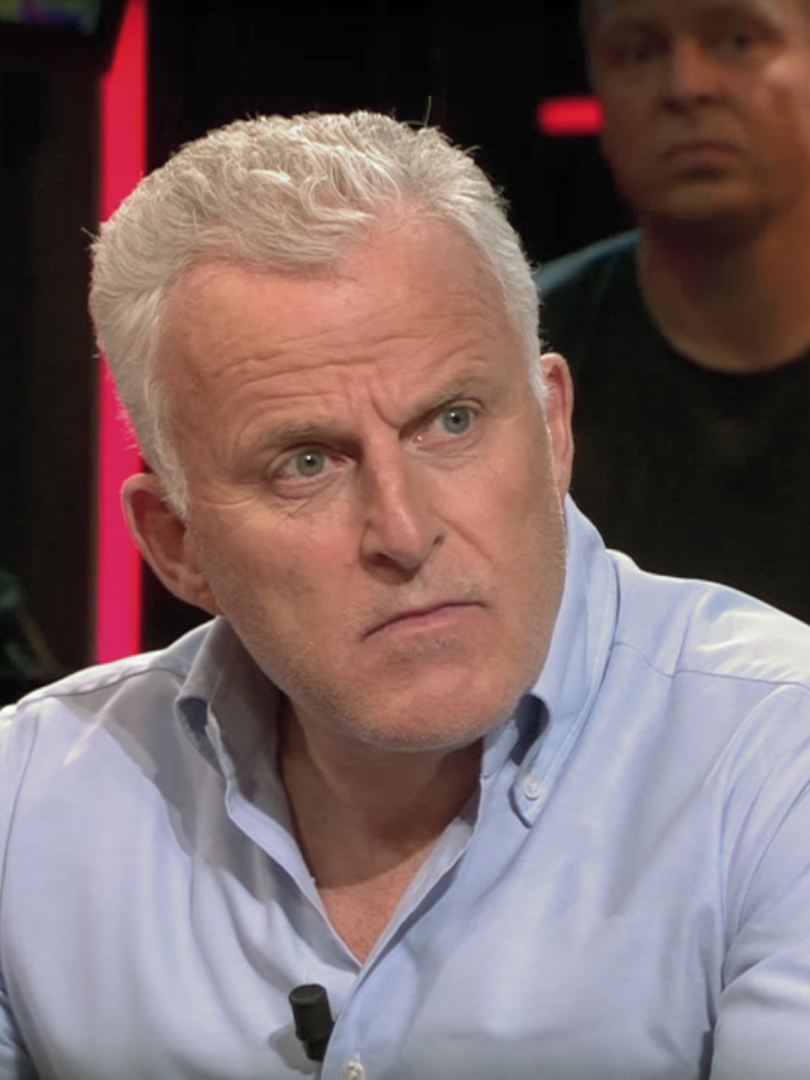
Peter R. de Vries

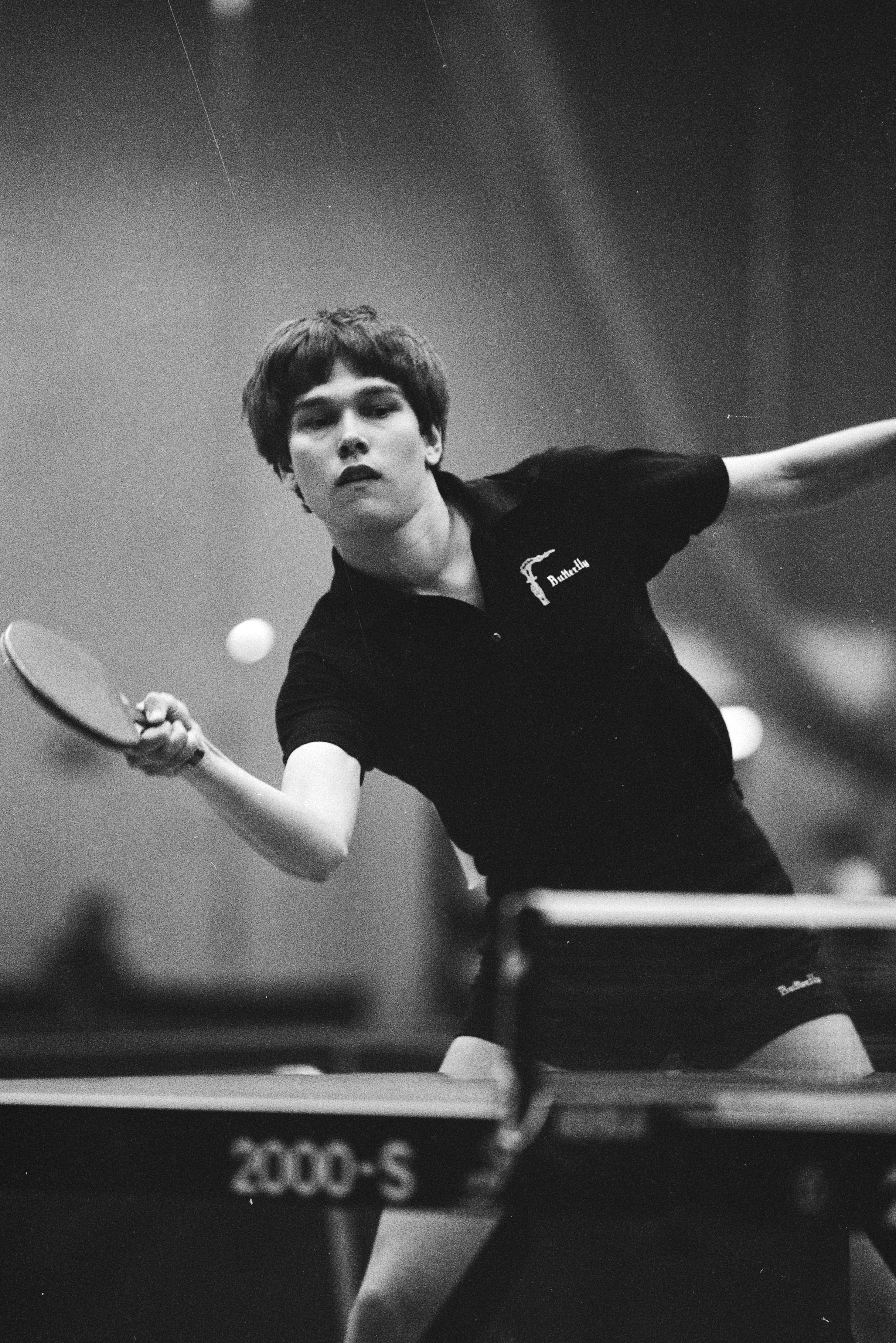
Bettine Vriesekoop

- Joris Vriamont (1896-1961), Belgisch schrijver
- Jur Vrieling (1969), Nederlands springruiter
- Cor Vriend (1949), Nederlands atleet
- Harry Vriend (1938), Nederlands waterpolospeler
- Klaas Vriend (1952-2019), Nederlands schaatser
- Wim Vriend (1941-2021), Nederlands waterpolospeler
- Henny Vrienten (1948-2022), Nederlands zanger
- Abe de Vries (1907-1995), Nederlands schaatser
- Ali de Vries (1914-2007), Nederlands atlete
- Anne de Vries (1904-1964), Nederlands onderwijzer en (kinderboeken)schrijver
- Anne de Vries (1944-2018), Nederlands literatuurwetenschapper
- Bart de Vries (1964-2022), Nederlands acteur
- Beppie de Vries (1893-1965), Nederlands operazangeres en actrice
- Bibi de Vries (1963), Nederlands belastingadviseur, politica en publicist
- Chris de Vries (1939-2017), Nederlands voetballer
- Edwin de Vries (1950), Nederlands acteur
- Elma de Vries (1983), Nederlands langebaanschaatsster, skeeleraar en marathonschaatsster
- Erik de Vries (1912-2004), Nederlands televisiepionier
- Erna de Vries (1923-2021), Duits-joodse overlevende van de Holocaust
- Erwin de Vries (1929-2018), Surinaams kunstenaar
- Gerrit de Vries (1866-1945), Nederlands burgemeester
- Gerrit de Vries (1967), Nederlands wielrenner
- Gerrit de Vries Azn (1818-1900), Nederlands politicus
- Gerrit Jacob de Vries (1905-1990), Nederlands classicus
- Gijs de Vries (1956), Nederlands politicus
- Harry de Vries (1956), Nederlands politicus
- Hein de Vries (1909-1987), Nederlands politicus en ondernemer
- Herman de Vries (1931), Nederlands kunstenaar
- Hessel de Vries (1916-1959), Nederlands natuurkundige en hoogleraar
- Jack de Vries (1968), Nederlands voorlichter, politiek adviseur en politicus
- Jan de Vries (1896-1939), Nederlands atleet
- Jan de Vries (1944-2021), Nederlands motorcoureur
- Jannewietske de Vries (1961), Nederlands politica, ambtenaar en sportbestuurder
- Jeronimo de Vries (1838-1915), Nederlands dominee-dichter
- Johannes (Hans) de Vries (1927-2021), Nederlands economisch historicus
- Jurn de Vries (1940), Nederlands journalist, theoloog en politicus
- Klaas de Vries (1943), Nederlands politicus
- Liesbeth de Vries (`1950), Nederlands hoogleraar medische oncologie
- Maurits de Vries (1935-1986), Nederlands crimineel
- Meta de Vries (1941-2011), Nederlands diskjockey en jazzzangeres
- Nyk de Vries (1971), Nederlands schrijver en dichter
- Peter R. de Vries (1956-2021), Nederlands journalist en televisiemaker/-presentator
- Renze de Vries (1930-2012), Nederlands sportbestuurder
- Rika de Vries (1974), Nederlands paralympisch zitvolleybalster
- Rob de Vries (1918-1969), Nederlands acteur en verzetsstrijder
- Sheila de Vries (1949), Nederlands modeontwerpster
- Simon de Vries (1870-1944), Nederlands rabbijn, publicist en taalkundige
- Sjoerd de Vries (1941-2020), Nederlands kunstschilder, beeldend kunstenaar en graficus
- Theun de Vries (1907-2005), Nederlands schrijver, dichter en politicus
- Wim de Vries (1959), Nederlands bodemkundige
- Kathleen Vriesacker (1970, Belgisch atlete
- Letitia Vriesde (1964), Surinaams atlete
- Willem Hendrik de Vriese (1806-1862), Nederlands botanicus en arts
- Bettine Vriesekoop (1961), Nederlands tafeltennisster
- John Vrieze (1950-2009), Nederlands kunstkenner en museumdirecteur
- Cornelis Vrij (?-1916), Nederlands onderwijshervormer
- Stefan de Vrij (1992), Nederlands voetballer
- Coen van Vrijberghe de Coningh (1950-1997), Nederlands acteur, producer en zanger
- Jozef Vrijdaghs (ca. 1890-1950), Belgisch advocaat, politicus en Vlaams activist
- Laurent Vrijdaghs (1971), Belgisch ambtenaar, politicus en bestuurder
- Paul Vrijdaghs (1886-1965), Belgisch activist in de Vlaamse beweging
- Peggy Vrijens (1976), Nederlands actrice

## Vro

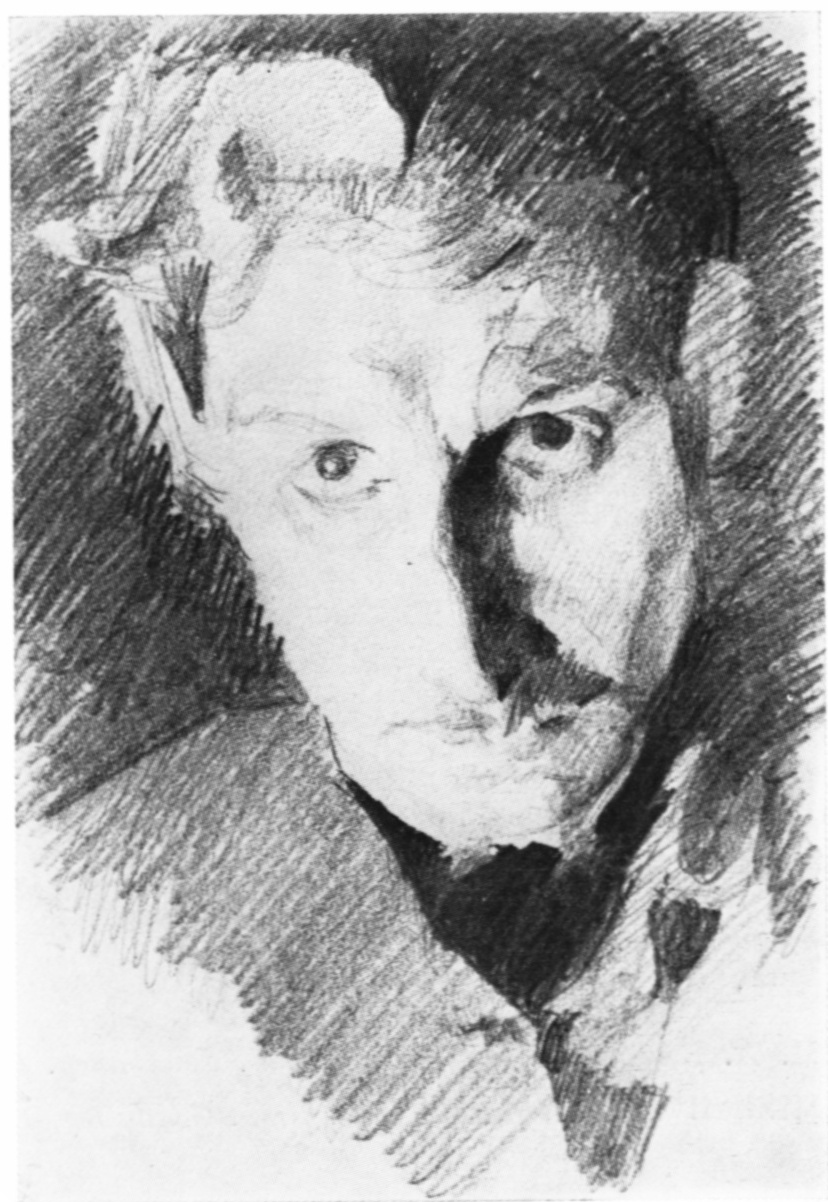
Michail Vroebel

- Michail Vroebel (1856-1910), Russisch kunstschilder
- Michael Vroemans (1977), Vlaams acteur
- Simon Vroemen (1969), Nederlands atleet
- Leo Vroman (1915-2014), Nederlands auteur en chemicus
- Frans Vromman (1923-2006), Belgisch kunsthistoricus en stoetenregisseur
- Steven Vromman (1960), Belgisch milieuactivist, schrijver en komiek
- Herman Vroom (1925-2017), Nederlands jurist
- Margriet Vroomans (1958), Nederlands journaliste en televisiepresentatrice
- Dirk de Vroome (1925-1986), Nederlands actievoerder
- Piet Vroon (1939-1998), Nederlands psycholoog, hoogleraar en auteur
- Nicolien van Vroonhoven-Kok (1971), Nederlands politica

## Vrs
- Šime Vrsaljko (1992), Kroatisch voetballer